# Пію вохристогрудий
Пію вохристогрудий (Synallaxis albilora) — вид горобцеподібних птахів родини горнерових (Furnariidae). Мешкає в Південній Америці.

## Опис
Довжина птаха становить 15-16 см, вага 13-17 г. Верхня частина тіла коричнева, крила і хвіст рудуваті, голова сіра. Нижня частина тіла яскраво-рудувато-коричнева. У представників підвиду S. a. simoni верхня частина тіла рудуватіша, а нижня частина тіла біліша. Над очима малопомітні охричсті "брови".

## Підвиди
Виділяють два підвиди:
- S. a. simoni Hellmayr, 1907 — центральна Бразилія (долина річки Арагуая в штатах Пара, Токантінс, Мату-Гросу і Гояс);
- S. a. albilora Pelzeln, 1856 — південно-східна Болівія (схід Санта-Крусу), південний захід Бразилії (захід Мату-Гросу і Мату-Гросу-ду-Сул) і північ Парагваю (схід Альто-Парагваю, північний схід Пресіденте-Аєсу і північ Консепсьйону).

Деякі дослідники класифікують підвид S. a. simoni як окремий вид Synallaxis simoni.

## Поширення і екологія
Вохристогруді пію мешкають в Бразилії, Болівії і Парагваї. Вони живуть в підліску вологих тропічних і галерейних лісів, в рідколіссях, чагарникових заростях та на болотах Пантаналу. Зустрічаються переважно на висоті до 500 м над рівнем моря.